# Марк Санчес
Марк Санчес (6 листопада 1992) — іспанський плавець.
Учасник Олімпійських Ігор 2016 року.